# Daily Graphic

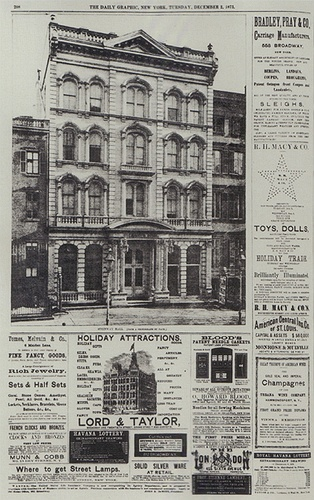
Daily Graphic vytiskly 2. prosince 1873 první fotografii polotónovou technikou

Daily Graphic (The Daily Graphic: An Illustrated Evening Newspaper) byly ilustrované noviny, které vycházely ve Spojených státech každý den od roku 1873. Založila je v New Yorku firma kanadského rytce a zveřejňovat je začala v březnu téhož roku.
Noviny byly bohatě ilustrované rytinami, karikaturami, reprodukcemi obrazů a ilustracemi zobrazujícími tehdejší novinky a události včetně pozoruhodných osobností. 
Jedním ze známých experimentátorů s technikami tisku byl Stephen H. Horgan, když pracoval pro New York Daily Graphic. První fotografie „vytištěná polotónovou technikou“ byla fotografie newyorské budovy Steinway Hall publikovaná v novinách Daily Graphic dne 2. prosince 1873. New York Daily Graphic pak publikoval „první reprodukci fotografie v plném tonálním rozsahu v novinách“ dne 4. března 1880 (s názvem A Scene in Shantytown) jednoduchým polotónovým rastrem.
Na podobné myšlence byly v roce 1869 v Londýně založeny noviny The Graphic. První Daily Graphic tam byly vydány 4. ledna 1890. 
Byly ilustrovány kresbami a dřevořezy, půltónovými fotografiemi a jsou považovány za komplexní plnohodnotné noviny.